# Peter Reicher
Peter Reicher, ljubljanski župan v 16. stoletju.
Reicher je bil župan Ljubljane od leta 1529 do 1530, ko ga je nasledil Krištof Stern.  